# Xilórgano
El xilórgano (del griego xulon, madera, y órganon, instrumento), también conocido como zilórgano o jilórgano, es un instrumento musical antiguo de teclado, parecido al xilófono, y en uso desde el siglo XVII. 
Está formado por unos cilindros de madera o tierra cocida colocados sobre un bastidor de forma trapezoidal. En el interior de este bastidor se encuentra el mecanismo del teclado, formado por unas varllas de madera al modo de las del carillón que, al pulsarlas, accionan unos pequeños martinetes que golpean los cilindros.